# Utne Reader
Utne Reader è una rivista statunitense che esce ogni due mesi. La rivista raccoglie e pubblica articoli generalmente pubblicati da altre fonti alternative (giornali, riviste, newsletter, settimanali, ecc.). Inoltre la redazione contribuisce con articoli originali che tendenzialmente si occupano dei trend culturali e sociali emergenti.
La rivista fu fondata nel 1984 da Eric Utne e Nina Rothschild Utne.